# Recreio da Juventude

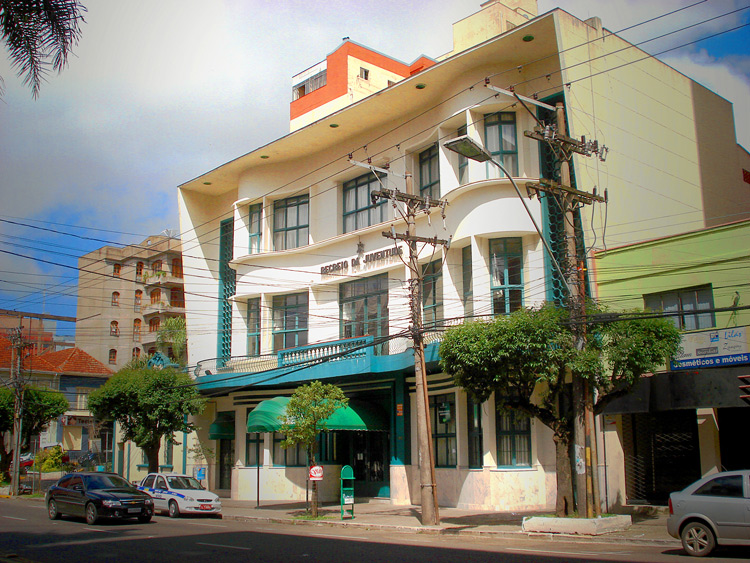
A Sede Social

O Recreio da Juventude é um clube da cidade brasileira de Caxias do Sul. Fundado em 1912, é um dos mais antigos e tradicionais clubes da cidade. Desde sua origem desenvolve intensa atividade social, cultural, recreativa e esportiva. Dele se ramificou o Esporte Clube Juventude. Hoje conta com uma Sede Social, uma grande Sede Campestre com equipamentos de esporte e lazer, e permanece como proprietário do prédio do antigo Cinema Central, que embora desativado desde 1990, em seu auge foi uma das principais casas de espetáculo de Caxias, oferecendo cinema, teatro e música. Conquistou vários títulos no esporte e o Cinema e a Sede Social são patrimônio tombado.

## História
Foi criado em 28 de dezembro de 1912, como uma dissidência do Clube Juvenil, por 29 jovens numa casa de propriedade de José Bragatti, na Avenida Júlio de Castilhos, 66. Seu nome surgiu de uma determinação de seu primeiro estatuto, de admitir apenas homens solteiros. Essa restrição logo seria revogada. O primeiro a ocupar a presidência foi Ferdinando Jaconi. As cerimônias oficiais de inauguração da sede social ocorreram em 4 de fevereiro de 1913 e movimentaram a cidade, inciando com um préstito de senhoritas que partiu de manhã da casa de Ludovico Sartori levando a bandeira confeccionada pelas famílias caxienses, que foi entregue ao presidente na primeira sede na Praça Dante Alighieri, entre vivas e discursos. Seguiu-se um almoço no Hotel Firenze, uma passeata cívica pela Avenida Júlio à tarde, e à noite a solenidade de posse da diretoria, e depois um baile se estendeu pela madrugada afora.

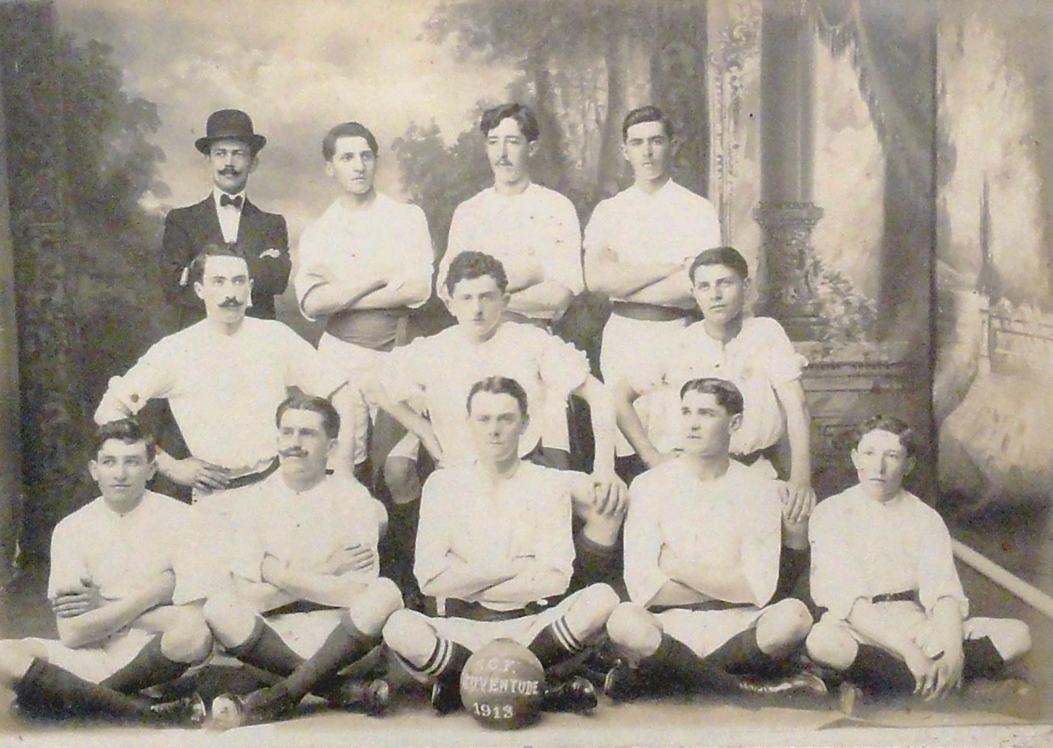
Primeiro time do Recreio da Juventude, 1913

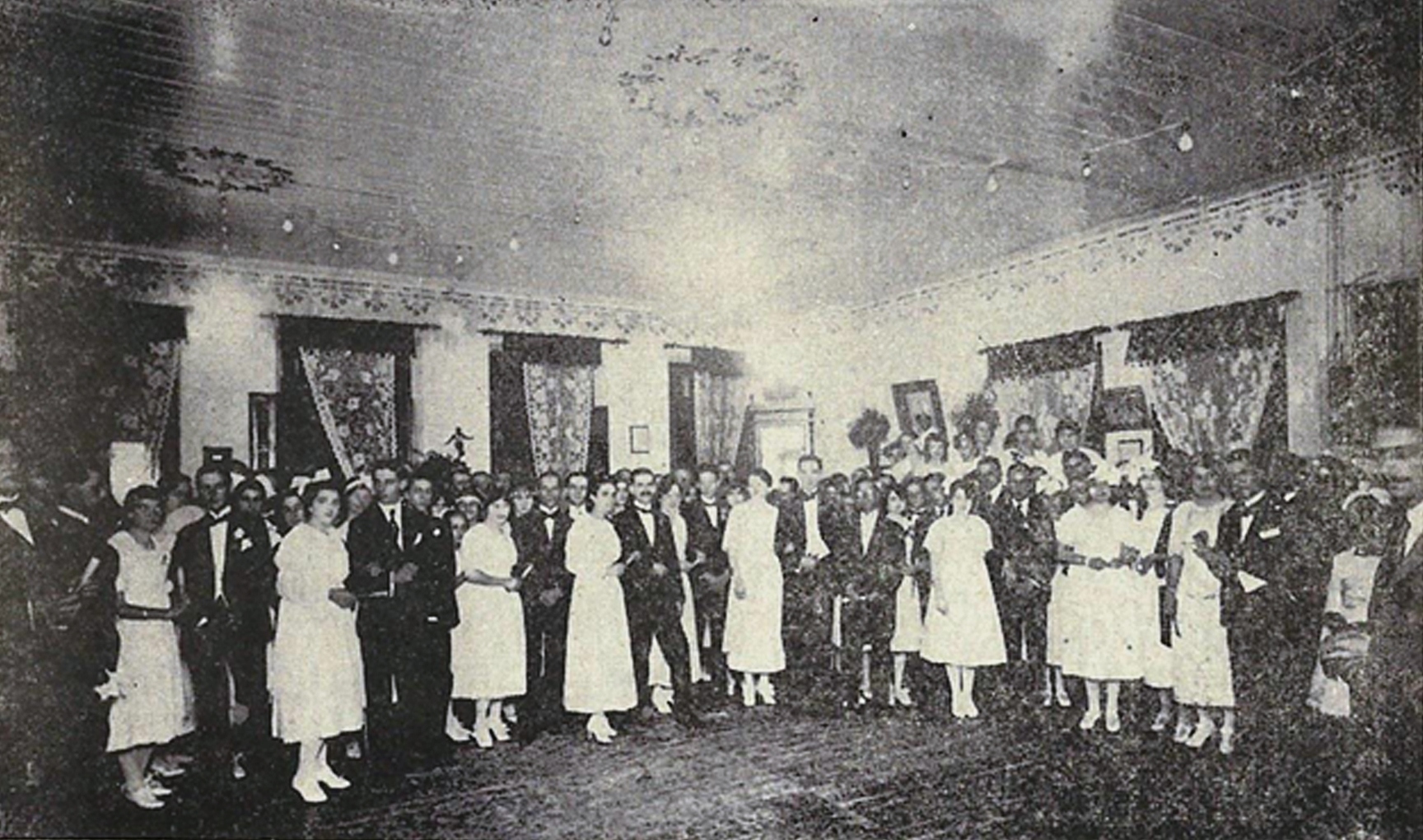
Baile inaugural da primeira sede própria, 1918

No início não tinha sede própria e seu foco principal era o futebol. O primeiro time, amador, foi estabelecido em 29 de junho de 1913 com o nome de Sport Club Foot Ball Juventude. Também esta criação despertou a atenção da comunidade caxiense, e todo o dia foi marcado por cerimônias civis e religiosas, cortejos e festas. Seu primeiro presidente foi Antônio Chiaradia Neto. Em 16 de março de 1915 foi decidida a desvinculação completa do time de futebol do Recreio da Juventude, formando uma entidade autônoma. É o atual Esporte Clube Juventude, o mais antigo time da cidade ainda ativo.
A partir de 1914 as atividades sociais e recreativas se intensificam, em 1916 já era realizado um baile por mês, e as festas de aniversário do clube eram especialmente brilhantes, caracterizando-se inicialmente como um clube da elite, conquistando "belos frutos e encantadoras graças para o nosso meio social, agremiando o povo laborioso desta terra, enlaçando as famílias de nossa melhor sociedade, impulsionando a mocidade a conquistar cada vez mais a verdadeira cultura social", como descreveu a imprensa da época. Quando o Recreio funcionava no prédio do Círculo Operário Caxiense acolheu a primeira edição da Festa da Uva. Teve várias sedes alugadas até inaugurar a primeira sede própria em 1918, num casarão situado onde hoje são os jardins do Hospital Pompeia.
Em 1924 o clube inaugurou em sua sede um amplo espaço para a projeção de filmes, contando com uma orquestra estável e capacidade para 600 pessoas. Em 1925 os associados compraram da família Sartori um terreno na Praça Dante para a construção de um grande cine-teatro, o Cinema Central, inaugurado em 1928. O edifício tinha uma fachada elegante e ricamente decorada, com estatuária e mascarões de Estácio Zambelli, acompanhando a suntuosa decoração interna. Como no mesmo ano da sua abertura a cidade havia perdido o Teatro Apolo por um incêndio, o Central assumiu a posição de principal casa de espetáculos da cidade.

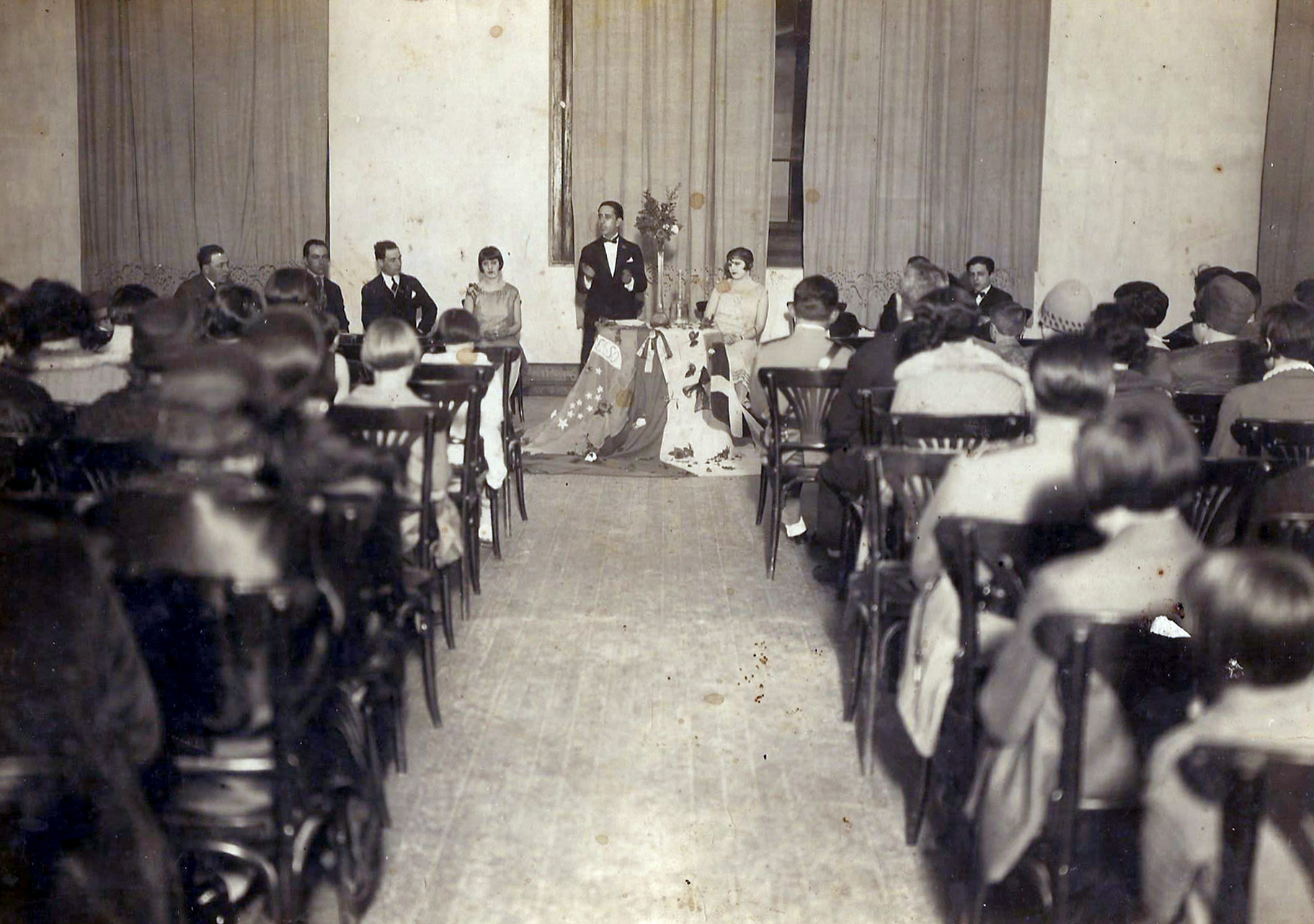
Assembleia de fundação do Éden Juventudista. No fundo, de pé, o poeta Vico Thompson, ao seu lado, sentada, a primeira presidente Ida Paternoster.

Uma seção feminina chamada Éden Juventudista foi criada em 1927. O Éden foi fundado pelo poeta Vico Thompson e um grupo de senhoritas da sociedade, tendo como presidente de honra Ida Sartori Paternoster. Foi o primeiro grêmio cultural da cidade composto e administrado por mulheres. Nas palavras de Rodrigo Lopes, "o Recreio da Juventude rompeu os costumes de uma época bastante conservadora, permitindo a contribuição feminina na organização de diversas atividades culturais".
Em 1939 o clube tinha um patrimônio de mais de 600 contos de réis, mais de 600 associados, "o que de mais fino conta a sociedade caxiense", e era descrito na imprensa como "uma sociedade tradicionalmente estimada e conceituada", que figurava "em plano destacado na nossa cidade". O Éden Juventudista tinha mais de 200 sócias. Em 1947 iniciou a construção da atual Sede Social, na rua Pinheiro Machado 1762, inaugurada em 1955, um bom exemplar da arquitetura Modernista. Em 10 de dezembro de 1958 adquiriu terras para instalação da sua Sede Campestre, e em 2011 incorporou o patrimônio do extinto Clube Guarany.
Ao longo da sua história o clube vem desenvolvendo intensa atividade social, cultural, esportiva e recreativa, além de promover atividades beneficentes. Seu departamento cultural, criado em 1956, desde então mantém um calendário permanente com programação em diversas áreas, como música erudita, teatro, cinema, exposições de arte, palestras, shows populares e projetos temáticos. Em 2016 foi firmada uma parceria com a Universidade de Caxias do Sul para a criação de uma escola de música e uma orquestra jovem, prevendo o estabelecimento de oficinas e uma temporada oficial de concertos. Em 2019 foi lançado um projeto para o resgate da memória do clube e criação de um acervo histórico. O Cinema Central, que desde a década de 1970 vinha caindo em decadência, fechou definitivamente em 1990 e depois o prédio foi alugado, tendo seu interior desmantelado e recebendo outras destinações. A fachada foi tombada pela Prefeitura em 15 de dezembro de 2008, junto com o prédio da Sede Social. Segundo a Prefeitura, 

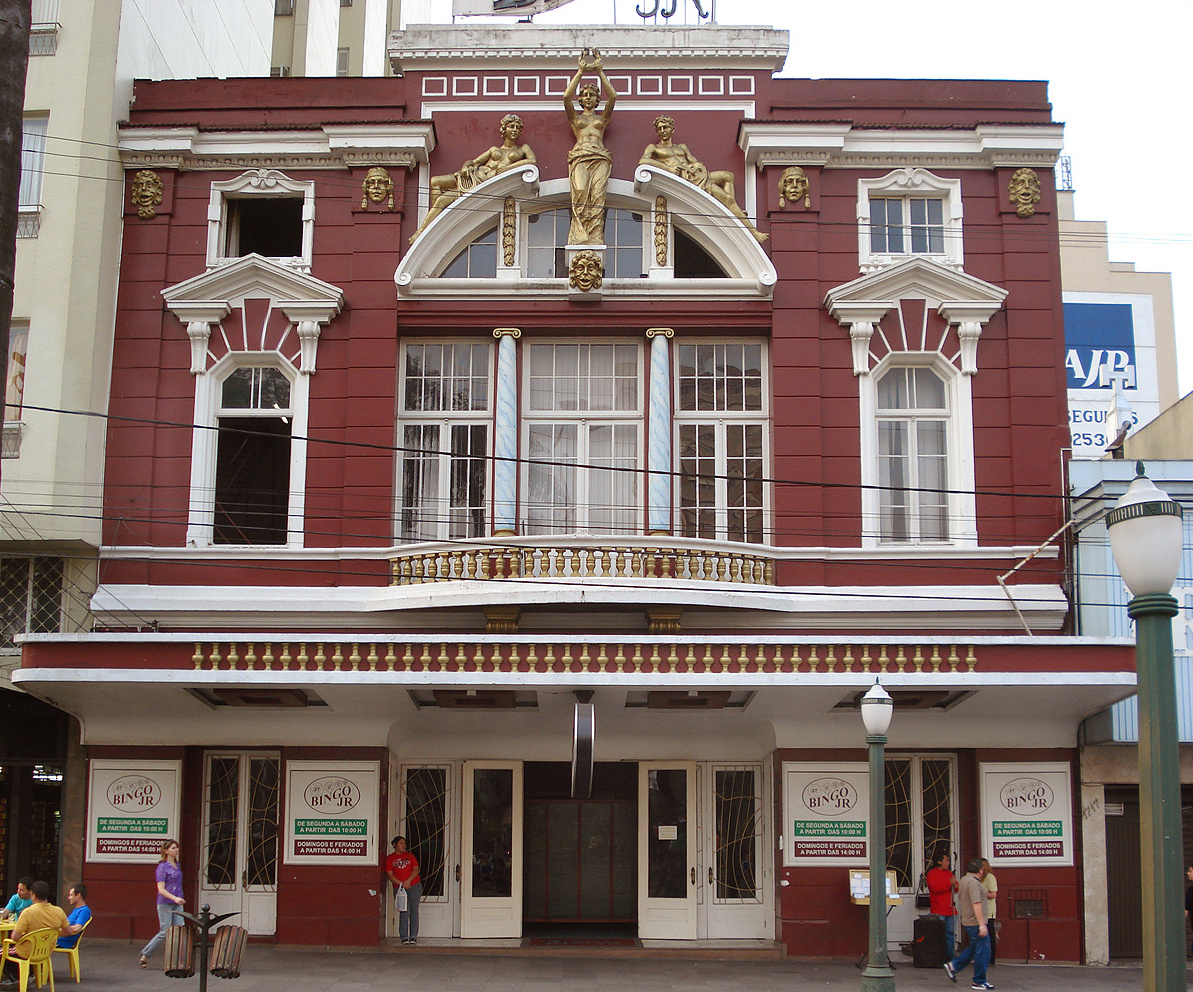
O antigo Cinema Central.

"O conjunto tombado, pertencente à entidade Recreio da Juventude, destaca-se pela importância arquitetônica e evocativa na paisagem urbana local, em diferentes estilos e contextos da vida social e cultural. O prédio da avenida Júlio de Castilhos, conhecido como Antigo Cine Teatro Central, foi inaugurado em 1928. A volumetria e ornamentos traduziam sua utilização como casa de espetáculos e lazer. A ousadia das figuras seminuas da fachada – a feminina e a de dois jovens – causaram polêmica na comunidade eminentemente católica. Na rua Pinheiro Machado, encontra-se o conjunto composto pela remanescente construção de 1925, interligada à sede social em estilo moderno, com três pavimentos e amplas fachadas envidraçadas que marca a paisagem urbana desde sua inauguração em 1955".
Sua Sede Campestre é um grande parque arborizado de 29 hectares, dispondo de piscinas, churrasqueiras, áreas para eventos e shows e quadras para vários esportes. O incentivo ao esporte sempre esteve no centro dos interesses, sendo criado um departamento esportivo que organiza competições internas e abertas, participa de certames locais, estaduais e nacionais, e contempla muitas modalidades, incluindo basquete, natação, judô, futebol, handebol, bochas, pingue-pongue, tênis, voleibol e outras. Na década de 1980 o clube reunia o maior número de tenistas do interior do estado e tinha o maior número de quadras do interior. Sua promoção do judô recebeu reconhecimento nacional. Em 2016 o clube recebeu do Conselho Regional de Educação Física da 2ª Região o Troféu Destaque pela sua promoção do esporte.
Três candidatas do Recreio foram rainhas da Festa da Uva: Roxane Torelly, Annemarie Brugger e Marília Conte. Em 1989 recebeu troféus como Clube Destaque RS e Melhor Baile de Debutantes do estado. Em 2012, ao comemorar seu centenário, o Recreio recebeu homenagem em sessão solene da Câmara de Vereadores em reconhecimento da "sua atuação no desenvolvimento da cidade" e pelo seu "papel de protagonista no cotidiano local". Em 2020, através da Lei nº 8.572, a Prefeitura declarou o Recreio como instituição de utilidade pública. Em 2022 o clube foi homenageado na Festa da Uva por sua sede ter abrigado a primeira edição do evento.

## Títulos esportivos

### Handebol
| Internacional, Nacional e Estadual | Internacional, Nacional e Estadual      | Internacional, Nacional e Estadual | Internacional, Nacional e Estadual                                                  |
|                                    | Competição                              | Títulos                            | Temporadas                                                                          |
| ---------------------------------- | --------------------------------------- | ---------------------------------- | ----------------------------------------------------------------------------------- |
| Rio Grande do Sul                  | Campeonato Gaúcho de Handebol Masculino | 3                                  | 2014, 2015, 2016                                                                    |
| Rio Grande do Sul                  | Campeonato Estadual de Handebol         | 6                                  | 1999, 2000, 2001, 2002, 2003, 2004 categorias infantil (2) e juvenil (4) masculinos |
| Brasil                             | Campeonato Brasileiro de Clubes         | 1                                  | 2004, categoria cadete masculino                                                    |
|                                    | Curitiba International Handball Cup     | 1                                  | 2004, categoria 87/88                                                               |

### Judô
| Internacional, Nacional e Estadual | Internacional, Nacional e Estadual     | Internacional, Nacional e Estadual | Internacional, Nacional e Estadual |
|                                    | Competição                             | Títulos                            | Temporadas |
| ---------------------------------- | -------------------------------------- | ---------------------------------- | --- |
| Brasil                             | Campeonato Nacional de Judô            | 7                                  | 1987, 1988, várias categorias |
| Rio Grande do Sul                  | Campeonato Estadual de Judô            | 10                                 | 1898, 2007, várias categorias |
| Rio Grande do Sul                  | Copa Verão de Judô (Estadual)          | 1                                  | 2003, categoria juvenil masculino |
|                                    | Campeonato Sul-Americano de Judô       | 1                                  | 2003, categoria pré-juvenil masculino, peso meio-leve                                                                                               |
| Rio Grande do Sul                  | Torneio de Verão (Estadual)            | 1                                  | 2007, categoria pré-juvenil feminino |
| Rio Grande do Sul                  | Copa Manoel Rodrigues Cação (Estadual) | 3                                  | 2007, categoria pré-juvenil feminino, 2008, categoria infanto-juvenil masculino, 2009, categoria júnior masculino                                   |
|                                    | Copa Alberico Passadore (Uruguai)      | 6                                  | 2007, categorias 7-8 anos acima de 44 kg, 11-12 anos acima de 52 kg, juvenil até 60 kg, juvenil até 70 kg, senior até 90 kg, senior acima de 100 kg |
| Rio Grande do Sul                  | Copa Santa Maria (Estadual)            | 2                                  | 2009, categorias leve feminino e pesado masculino                                                                                                   |

### Basquete
| Estadual          | Estadual                            | Estadual | Estadual               |
|                   | Competição                          | Títulos  | Temporadas             |
| ----------------- | ----------------------------------- | -------- | ---------------------- |
| Rio Grande do Sul | Campeonato Estadual de Minibasquete | 1        | 1989                   |
| Rio Grande do Sul | Campeonato Serrano (Regional)       | 1        | 2007, categoria sub-17 |
| Rio Grande do Sul | Campeonato Estadual Infanto         | 1        | 2007                   |

### Tênis
| Estadual          | Estadual                               | Estadual | Estadual                                                                                  |
|                   | Competição                             | Títulos  | Temporadas                                                                                |
| ----------------- | -------------------------------------- | -------- | ----------------------------------------------------------------------------------------- |
| Rio Grande do Sul | Campeonato Aberto da Sogipa (Estadual) | 1        | 1990, categoria infantil                                                                  |
| Rio Grande do Sul | Copa Gramado de Tênis (Estadual)       | 3        | 2006, modalidades simples e duplas, categoria 12 (2), modalidade duplas, categoria 18 (1) |
| Rio Grande do Sul | Copa ALJ de Tênis (Estadual)           | 1        | 2007, modalidade simples, categoria 14                                                    |

### Ciclismo
| Estadual          | Estadual                        | Estadual | Estadual                 |
|                   | Competição                      | Títulos  | Temporadas               |
| ----------------- | ------------------------------- | -------- | ------------------------ |
| Rio Grande do Sul | Campeonato Gaúcho de Meio Fundo | 1        | 1990, categoria feminina |

### Natação
| Internacional, Nacional e Estadual | Internacional, Nacional e Estadual               | Internacional, Nacional e Estadual | Internacional, Nacional e Estadual           |
|                                    | Competição                                       | Títulos                            | Temporadas                                   |
| ---------------------------------- | ------------------------------------------------ | ---------------------------------- | -------------------------------------------- |
| Rio Grande do Sul                  | Campeonato Estadual Geral de Inverno do Interior | 7                                  | [ 65 ]                                       |
|                                    | World Series - Paratletismo                      | 2                                  | 2022, categorias 200m livre e 150 medley     |
| Rio Grande do Sul                  | Campeonato Estadual Master de Verão              | 54 medalhas de ouro                | 2004, 2008                                   |
| Brasil                             | Campeonato Brasileiro Masters                    | 1                                  | 2005, por equipe, categoria equipes pequenas |

### Futsal
| Regional          | Regional       | Regional | Regional                 |
|                   | Competição     | Títulos  | Temporadas               |
| ----------------- | -------------- | -------- | ------------------------ |
| Rio Grande do Sul | Copa Nordestão | 1        | 2005, categoria infantil |

### Ginástica
| Estadual          | Estadual                                      | Estadual | Estadual                             |
|                   | Competição                                    | Títulos  | Temporadas                           |
| ----------------- | --------------------------------------------- | -------- | ------------------------------------ |
| Rio Grande do Sul | Campeonato Estadual de Ginástica - 2ª Divisão | 1        | 2007, por equipe, categoria infantil |